# Тума, Карел
Карел Тума (6 сентября 1843 в Праге — 9 мая 1917, Врошовици) — австро-венгерский чешский писатель, драматург и журналист, автор произведений в жанре юморесок и политической сатиры, редактор, политик.

## Биография
Среднее образование получил в гимназиях в Рихнове-над-Кнежноу, Градец-Кралове и Писеке, затем поступил в пражский Политехнимум, но ушёл из него до завершения курса, решив заняться литературой и журналистикой. В 1862 году стал редактором в газете «Národní listy» и проработал в ней всю свою жизнь. В скором времени получил известность как политический обозреватель, размещая в газете ироничные статьи на злободневные темы. Неоднократно подвергался преследованиям со стороны австрийских властей и в период с 1868 по 1873 год провёл в тюремном заключении в общей сложности 17 месяцев. Помимо основной работы сотрудничал также в чешскоязычных журналах «Svoboda», «Květy», «Hlas», «Osvěta», «Humoristické listy», нередко писал о политических событиях в зарубежных странах. С 1883 по 1893 год был заместителем председателя главы Национально-либеральной партии (так называемых младочехов) и активно участвовал в партийном противостоянии со старочехами.
Творческое наследие Тумы достаточно обширно и разнообразно: он писал как рассказы юмористического характера и комедии («Zlaté péro», 1897 и другие), так и историко-политические работы (например, «O boji národa amerického za samostatnost», 1872; «Obraz osudův lidu irského pod cizovládou britskou», 1882).